# Sylvia Nwakalor
Sylvia Chinelo Nwakalor, född 12 augusti 1999, är en italiensk volleybollspelare (spiker) som spelar för Toray Arrows och italienska landslaget.
Syliva är, liksom sin även volleybollspelande syster Linda, av nigerianskt ursprung. Hon började spela i Polisportiva Olginates  ungdomsakademi. Säsongen 2014-15 började hon spela med Volleyrò Casal de' Pazzi. Första säsongen spelade klubben i serie B2, vilken de vann och därför avancerade till serie B1 följande säsong. Under 2015 debuterade Nwakalor i U18-landslaget.
Säsongen 2017-18 började Nwakalor spela med Club Italia (ett lag knutet till det italienska volleybollförbundet), först i serie A2 och följande säsong i serie A1 (högsta serien). Inför säsongen 2019-20 gick hon över till Azzurra Volley San Casciano. 2023 gick hon till japanska Toray Arrows. 
Nwakalor debuterade 2018 i seniorlandslaget och var med i laget i som tog silver vid VM 2018, brons vid EM 2019, guld vid EM 2021 och brons vid VM 2022.